# غيرترود سيمونز برلنغهام
غيرترود سيمونز برلنغهام (بالإنجليزية: Gertrude Simmons Burlingham)‏ (21 نيسان / أبريل 1872 - 11 كانون الثاني / يناير 1952)، أخصائية في علم الفطريات نشطت في بدايات القرن العشرين بأبحاثها عن الروسولا الأمريكية والرغثوث، وريادتها في استخدام خواص الأبواغ المجهرية والتلطيخ باليود لتمييز الأنواع الفطرية، وافتقرت في معظم حياتها بعيداً عن البحث العلمي للتوثيق، باستثناء المعلومات الأساسية عن سيرتها الذاتية.

## السيرة الذاتية
وُلدت غيرترود إس. برلنغهام في بلدة ميكسيكو في نيويورك في الحادي والعشرين من نيسان / أبريل عام 1872، وكانت تعمل مدرّسة لعلم الأحياء ومستشارة في المدرسة الثانوية الشرقية في بروكلين قبل أن تنال درجة الماجستير في العلوم من جامعة سيراكيوز عام 1898، كما أنها كانت عضواً في أخوية كابا ألفا ثيتا أثناء دراستها في هذه الجامعة، وقد درّست مادة الأحياء لطلاب المدرسة الثانوية في كل من بينغامتون وبروكلين منذ عام 1898 وحتى تقاعدها عام 1934، لكنها لم تدرّس طلًاب المستويات الجامعية رغم حصولها على درجة دكتوراه من جامعة كولومبيا عام 1908، ولم تتزوج قط.
عملت برلنغهام بعد تخرجها بشكل رئيسي في حديقة نيويورك النباتية (NYBG) بموجب اتفاقية بين هذه المؤسسة وجامعة كولومبيا من أجل استكمال دراسات الدكتوراه، وقد كانت المرأة الأولى التي تنال درجة الدكتوراه من هذا البرنامج، وتعاونت مع ويليام أيه. ميوريل أثناء عملها في الحديقة، وقد نسبت اسم فطور الروسولا الميوريلية إليه لاحقًا.
بدأت بقضاء وقت طويل في فيرمونت بعد مباشرتها بمهنتها العلمية بفترة قصيرة، حيث امتلكت منزلاً ثانياً في نيوفان في مقاطعة ويندهام، وقد اتخذت من هذه المنطقة موضوعاً لمنشورها العلمي الأول على الإطلاق.
```
تخصصت برلنغهام بقبيلة الرغثوث الفطرية المتشكلة من أجناس الرغثوث، والتي سمتها بـ Lactaria، وفطريات الروسولا،
[
5
]
[
11
]
 فكانتا موضوع أطروحتها لنيل درجة الدكتوراه. وقد نشرت -كما غالبية منشوراتها- في مذكرات نادي توري النباتي، مثل المنشور عام 1910 عن معالجة قبيلة النبيت شمال الأمريكي.
[
6
]
 وقد نسب أخصائي الروسولا راي فاتو الفضل إلى برلنغهام بملاحظة أهمية زخرفة الأبواغ في فصل أنواع هذا الجنس المشهور بعسرته. ورغم عدم اتفاق بعض المؤلفين، مثل مايكل كوو على أهمية هذا المعيار، ما يزال ذا قيمة كبيرة في غياب البحث الجيني لتوضيح حالة العديد من الأنواع.
[
6
]
[
12
]
 يشير فريد جاي. سيفر في نعيه لبرلنغهام أنها قد امتلكت معرفة واسعة عن الفطريات بشكل عام، وقد ساهمت نشأتها في مزرعة في مناصرتها للطبيعة من كل النواحي.
[
5
]
```

بعد تقاعدها من التدريس عام 1934، انتقلت برلنغهام لفلوريدا، ملتحقة هناك بالعديد من أخصائيي الفطريات المتقاعدين الآخرين، وتعاونت بشكل رئيسي مع هنري كرتيس بيردزلي، والتي سمّت نوعاً من الروسولا تيمناً به، وكتبت نعيه فيما بعد. وتنقلت بشكل رئيسي بين الشمال الشرقي وفلوريدا، لشمال غربي المحيط الهادئ، ومرة واحدة لإسكندنافيا حيث عملت مع لارس روميل، وسيث لانديل، وجيكوب لانج، وتوفيت في منزلها في وينتر بارك التابعة لفلوريدا في الحادي عشر من كانون الثاني / يناير عام 1952 إثر مرض غير محدد، ودُفنت على تلة نيوفين تلبية لرغبتها الشخصية.
سُلّمت أوراقها البحثية، ومكتبتها الخاصة (متضمنة مجموعة نادرة من أوائل أعمالها) و10,000 عينة من المعاشب لحديقة نيويورك النباتية (NYBG)، والتي قدّمت فيها برلنغهام تمويلاً للزمالة لإتاحة استخدام مرافقها لطلاب علم الفطريات، وقد مُنحت هذه الزمالة لـ27 طالباً بين عامي 1956 و1994، وتتضمن مستنداتها في المكتبة مراسلة امتدت لأربعين سنة، وأوراقاً بحثية ومخطوطات، وملاحظات ميدانية، وعدة مئات من الصور العادية منها والسلبية على الزجاج (معظمها لعينات)، بالإضافة إلى 60 رسماً توضيحياً بالألوان المائية من إنجاز زميلتها في علم الفطريات آن هيبارد.

## منشورات مختارة
للاطلاع على لائحة أكثر اكتمالاً، راجع نعي سيفر.
- برلنغهام، غ. س. (1910)، «الغاريقونية - جنس الرغثوث»، النبيت شمال الأمريكي 9 (3): 172-200.
- برلنغهام، غ. س. (1915)، «الغاريقونية- قبيلة الرغثوث»، النبيت شمال الأمريكي 9 (4): 201-236.
- برلنغهام، غ. س. (1944)، «دراسات على الروسولا شمال الأمريكية»، علم الفطريات (Mycologia) 36: 104-120 JSTOR 3754882
- برلنغهام، غ. س. (1945)، «أنواع جديرة بالملاحظة من الليبيوتا (Lepiota) والرغثوث»، علم الفطريات (Mycologia) 37: 53-64. JSTOR 3754850
- برلنغهام، غ. س. (1948)، «هنري كرتيس بيردزلي»، علم الفطريات (Mycologia) 40: 505-506. JSTOR 3755255

## أنواع مسماة
سُمّيت ثلاثة أنواع من الفطريات باسم غيرترود برلنغهام تكريماً لها، وهي:
- Entoloma burlinghamiae : تسمية ميوريل (Murrill) عام 1917.[15]
- Russula burlinghamiae : تسمية سينغر (Singer) عام 1938.[16]
- Rhizopogon burlinghamii : تسمية أليكساندر هانشيت سميث (A.H.Sm) عام 1966.[17]